# مارفين براسي
مارفين براسي (مواليد 15 ديسمبر 1993) هو عداء أمريكي ولاعب كرة قدم أمريكية سابق، حصل على الميدالية الفضية في سباق 100 متر في بطولة العالم لألعاب القوى 2022.